# Lurker
Il lurker è un soggetto che partecipa a una comunità virtuale (una mailing list, un newsgroup, un forum, un blog, una chat) leggendo e seguendo le attività e i messaggi, senza però scrivere o inviarne di propri, non rendendo palese la propria presenza, o perché non lo reputa necessario, o perché non lo desidera.
Nonostante la propria presenza e generale conoscenza del gruppo e delle sue dinamiche, non partecipando attivamente alle attività non rende consapevoli gli altri utenti della propria esistenza, risultando spesso sconosciuto agli altri partecipanti.
Il termine lurker non ha connotazioni negative, non significa infatti "spiare", anzi, la netiquette richiederebbe tra i suoi passi proprio un periodo di lurking, ascoltare senza parlare prima di iniziare a parlare, un periodo di osservazione allo scopo di farsi un'idea di quali siano "le regole della casa", quali siano gli argomenti e in che modo vengono trattati.

Grafico a torta che mostra la proporzione fra lurker, contributori e creatori.

Da lurker deriva anche il verbo lurkare, utilizzato nel gergo di Internet come italianizzazione del verbo inglese to lurk, che può essere tradotto approssimativamente come "osservare da dietro le quinte". Secondo la regola dell'1%, il pubblico dei lurker compone circa il 90% dei fruitori di reti sociali e comunitarie su Internet.
A volte i lurker restano sconosciuti per sempre ai partecipanti della comunità. Altre volte scrivono qualche messaggio molto di rado, dal quale spesso si può desumere la loro attenzione al progetto, il che in genere sorprende i partecipanti attivi. In altri casi ancora, il lurker decide di 'convertirsi' e divenire un utente attivo dopo un periodo più o meno lungo in veste di spettatore.
Dai tempi degli archivi Deja News, successivamente incorporati da Google groups, si è sempre suggerito di fare preventivamente una ricerca e di lurkare proprio per non porre questioni già trattate.
Anche se può disturbare l'essere osservati da qualcuno che resta nascosto, in genere i partecipanti sanno che per gli utenti non sempre è possibile partecipare attivamente alle discussioni telematiche.

## Motivazioni
Uno dei motivi per cui i lurker si nascondono è la necessità di saperne di più sul gruppo. Nelle interviste, i lurker affermano che la mancanza di comprensione della comunità è una ragione per non pubblicare. I lurker spesso si prendono tempo prima di postare per valutare se il gruppo è adatto a loro. I lurker imparano di più sugli individui del gruppo, sugli stili di dialogo, sulle norme implicite e sulle politiche esplicite. Nelle interviste, i lurker hanno affermato che questo è il loro metodo preferito in modo da evitare di commettere errori e di essere rifiutati dal gruppo. Per determinare se il gruppo è adatto e per saperne di più sulle norme, i lurker leggono la maggior parte (se non tutti) i post. Leggendo i post, i lurker sviluppano una migliore comprensione degli argomenti discussi e se essi sono adatti a loro. Il lurkers esamina anche gli indirizzi e-mail e le firme con i siti Web associati in modo da ottenere una migliore comprensione degli altri membri del gruppo. Seguendo questi passaggi, i lurker guadagnano più capitale culturale. Diversi fattori nella comunità possono influenzare il comportamento dei lurker all'interno di quella comunità. Alcuni ricercatori hanno scoperto collegamenti positivi tra capitale sociale, capitale culturale e de-lurking. Altri hanno identificato approcci psicologici per superare le barriere alla partecipazione online.

## Benefici
Il comportamento lurker offre alcuni vantaggi agli utenti. Mo e Coulson hanno scoperto che i lurker in un gruppo di supporto online per l'HIV/AIDS non differivano dai poster nei loro livelli di cura, autoefficacia, ottimismo, depressione e solitudine. Hanno anche scoperto che i lurker si sentivano più energici dei poster.
In uno studio che ha affrontato il lurking nell'e-learning, gli studiosi hanno trovato prove che il lurking è un tipo utile di partecipazione ai corsi online. Gli studenti hanno affermato che i motivi più comuni per cui si sono nascosti prima di postare erano scoprire un messaggio a cui rispondere, identificare un modello da adottare, evitare di fornire una risposta simile e acquisire conoscenze sull'argomento. Gli studenti in questo studio hanno anche affermato di essere tornati a leggere i post sui forum di discussione del corso online per verificare se altri avevano risposto ai loro post o per rivedere un concetto precedente.
Nel loro studio sulle mailing list interattive, Takahashi, Fujimoto e Yamasaki hanno dimostrato che i "lurkers attivi", o individui che diffondono contenuti da un gruppo online a individui esterni al gruppo online, aiutano a diffondere informazioni utili alle comunità circostanti.
I lurker possono anche sviluppare riserve di preziose conoscenze mentre si nascondono che potrebbero essere utili in seguito se decidessero di contribuire. Ad esempio, gli utenti delle comunità di software open source possono scoprire rapidamente le risposte a problemi comuni, rendendoli più propensi a fornire risposte in un secondo momento. Se hanno già avuto una risposta a una domanda, è ancora più probabile che si nascondano e ricambino. Questi comportamenti costituiscono la spina dorsale del supporto tecnico open source.
I lurker aiutano anche a ridurre l'onere per le comunità. Una persona che potrebbe avere una domanda per una comunità può essere meglio servita a cercare la risposta piuttosto che costringere i membri della comunità a spendere sforzi per vedere e rispondere alla loro domanda. Nel caso delle comunità di progetti open source, la stragrande maggioranza delle domande è già stata posta e ha ricevuto risposta nella comunità, rendendo inutili le domande ripetute.

## Svantaggi
I lurker sperimentano meno appartenenza a una comunità rispetto ai contributori regolari. Sono meno soddisfatti e sperimentano più distrazioni. Ciò significa che i lurker sono predisposti ad andarsene prima di dare un contributo perché mancano della motivazione che l'appartenenza e la soddisfazione portano. Nel caso dei social network, i lurker sperimentano meno intimità e benessere personale. I lurker in Facebook possono sperimentare la solitudine mentre guardano partecipare altri membri più sociali della comunità.
I lurker possono anche influenzare negativamente gli altri membri della comunità. Se i membri della comunità possono vedere che qualcuno è in lurking, potrebbero sentirsi spiati. Il lurker potrebbero anche prendere pezzi di contenuto presenti nelle comunità senza chiedere il consenso, violando le regole della comunità. Di conseguenza, mentre gli individui nelle comunità online possono sentire che stanno vivendo interazioni private, un lurker può vederlo come uno spazio pubblico di osservazione a causa dei loro ridotti sentimenti di appartenenza. Questo può diventare piuttosto estremo in comunità più intime come le chat room dove i lurker sono più evidenti. Hudson e Bruckman sono entrati nelle chat room di IRC come sperimentatori e hanno pubblicato un messaggio in cui affermavano che stavano registrando la chat, un messaggio di opt-in per la registrazione e un messaggio di opt-out, o niente del tutto. Il 63,3% delle chat room ha espulso gli sperimentatori dopo aver dato qualsiasi tipo di messaggio, dimostrando di non gradire la registrazione esplicita della chat. Tuttavia, il 29% delle stanze ha espulso gli sperimentatori anche se non hanno pubblicato nulla, mostrando disprezzo per i lurker.

### Freeride
Il lurking è una forma di free-riding che può verificarsi all'interno di una comunità Internet ed è simile a fare domande senza rispondere od a raccogliere informazioni senza distribuirle. Il lurking è visto come indesiderabile per le comunità a causa del rischio che il free-riding può avere sulla comunità se ogni membro lo facesse. Un bene pubblico è qualcosa da cui è impossibile escludere qualcuno ed ha un'offerta congiunta all'interno della comunità. Una comunità Internet è vista come un bene pubblico perché è un insieme di dati a cui le persone possono, se lo desiderano, fornire informazioni separatamente, dove la sopravvivenza della comunità dipende quindi dai contributi dei membri. Poiché è impossibile escludere i membri dalla condivisione del beneficio del bene pubblico, le persone sono più motivate a sfruttare il lavoro degli altri membri ed a non contribuire direttamente. Man mano che un gruppo cresce di dimensioni, aumenta la probabilità di free-riding.
È meno probabile che gli individui contribuiscano se non considerano il loro contributo una differenza visibile e se si aspettano che gli altri membri forniscano contenuti sufficienti per ottenere l'effetto desiderato. Un lurker può trattenere le informazioni perché quando contribuisce, ne beneficiano tutti nella comunità tranne se stessi. Quando poi tutti scelgono di trattenere le informazioni, il beneficio collettivo non viene più prodotto. Con più persone che praticano il free-riding, è più difficile produrre informazioni utili ed interazioni tra i membri del gruppo. Il gruppo non avrà quindi risorse sufficienti per attirare nuovi membri e mantenere i membri attuali. Il lurking può anche costare denaro ai titolari del sito se non utilizzano la pubblicità per generare entrate. I costi della larghezza di banda dei lurker che visitano un sito possono superare il valore che donatori o contributori forniscono ad una comunità.

### De-lurking e accettazione della comunità
In una serie di studi che indagano su come i nuovi arrivati apprendono le regole e le abitudini dei buoni utenti in quattro tipi di gruppi Usenet (cioè supporto sanitario, questioni politiche, hobby e gruppi tecnici), Burke, Kraut e Joyce hanno trovato prove correlazionali e sperimentali che "Rivendicazioni di appartenenza orientate al gruppo" o "messaggi nascosti" sono stati ben accolti dai precedenti membri della comunità.
A causa della natura del lurker, essi possono essere difficili da studiare. Non lasciano tracce visibili ed è spesso difficile affrontarli direttamente. Per studiare i lurker, spesso vengono prese di mira comunità Internet come liste di discussione basate su e-mail, forum pubblici e strumenti di creazione di comunità in modo che la comunicazione possa essere tracciata più facilmente. I metodi per studiare i lurkers includono la registrazione, i questionari, le interviste, l'osservazione, l'etnografia e l'analisi del contenuto e del discorso.